# Scilium
Scilium (łac. Dioecesis Scilitanus)  –  stolica historycznej diecezji, w prowincji Africa Proconsularis, sufragania metropolii Kartagina. Obecnie  katolickie biskupstwo tytularne w Tunezji. 

## Biskupi tytularni
| Lp. | Biskup                     | Funkcja                                                      | Od                   | Do               |
| --- | -------------------------- | ------------------------------------------------------------ | -------------------- | ---------------- |
| 1   | Edmond Francis Prendergast | biskup pomocniczy Filadelfii (Stany Zjednoczone)             | 5 grudnia 1896       | 27 maja 1911     |
| 2   | Ramón Fernández y Balbuena | biskup pomocniczy Santiago de Compostela (Hiszpania)         | 7 listopada 1911     | 3 marca 1922     |
| 3   | Benjamin Joseph Keiley     | biskup Savannah (Stany Zjednoczone)                          | 18 marca 1922        | 17 czerwca 1925  |
| 4   | Michał Bubnič              | administrator apostolski Rożnawy (Słowacja)                  | 31 października 1925 | 19 lipca 1939    |
| 5   | Joseph Sak SDB             | wikariusz apostolski Sakania (Demokratyczna Republika Konga) | 14 listopada 1939    | 15 maja 1946     |
| 6   | João Batista Costa SDB     | prałat Porto Velho (Brazylia)                                | 1 października 1946  | 26 maja 1978     |
| 7   | Pedro de Guzman Magugat    | biskup pomocniczy Cabanatuan (Filipiny)                      | 23 kwietnia 1979     | 22 kwietnia 1985 |
| 8   | Oscar Brown                | biskup pomocniczy panamski (Panama)                          | 30 grudnia 1985      | 17 grudnia 1994  |
| 9   | Edward Janiak              | biskup pomocniczy wrocławski (Polska)                        | 26 października 1996 | 21 lipca 2012    |
| 10  | Jerzy Kosobucki            | biskup pomocniczy mińsko-mohylewski (Białoruś)               | 29 października 2013 |                  |